# Emil-Riedel-Straße
Die Emil-Riedel-Straße ist eine Innerortsstraße im Stadtbezirk Altstadt-Lehel (Quartier Englischer Garten Süd) von München.

## Verlauf
Die Straße liegt im nördlichen Lehel und verläuft von der Oettingenstraße, von der sie in der Nähe des früheren Paradiesgartens abzweigt, zur Max-Joseph-Brücke, die über die Isar nach Bogenhausen führt. Sie stellte einen Teil der ursprünglichen Verbindung von München nach Bogenhausen dar. Nachdem in den 1960er Jahren die Ifflandstraße als nördliches erstes Teilstück der geplanten Isarparallele bis zum Isarring einschließlich der überdimensionierten Unterführung unter der Tivolistraße ausgebaut wurde, erhielt die Emil-Riedel-Straße als Nord-Süd-Ast dieser Straßenverbindung zusätzliche Verkehrsbedeutung, zumal, da ein Weiterbau der Isarparallele nach Süden nicht erfolgte.
Die Emil-Riedel-Straße ist Einbahnstraße in Nord-Süd-Richtung (der Verkehr in Süd-Nord-Richtung wird über die Widenmayerstraße auf dem Isarkai geführt).

## Öffentlicher Verkehr
Durch die Emil-Riedel-Straße verkehren keine öffentlichen Verkehrsmittel. Die Straßenbahn ist durch die etwas weiter westlich gelegene Oettingenstraße und die Theodorparkstraße geführt, sie kreuzt die Isarparallele auf der Tivolistraße.

## Namensgeber
Die Straße ist nach dem langjährigen bayerischen Finanzminister Emil von Riedel (1832 bis 1906) benannt.

## Geschichte
Die zunächst als Bogenhausener Straße bezeichnete Verbindung zur Bogenhausener Brücke (Max-Joseph-Brücke) erhielt 1898 die Bezeichnung Riedldammstraße nach dem Direktor des statistischen Büros Adrian von Riedl (1746 bis 1809). Nach der Neubenennung der Straße 1908 wurde Adrian von Riedl Namensgeber für die kleine Querstraße Riedlstraße.

## Gebäude
Denkmalgeschützte Gebäude sind:

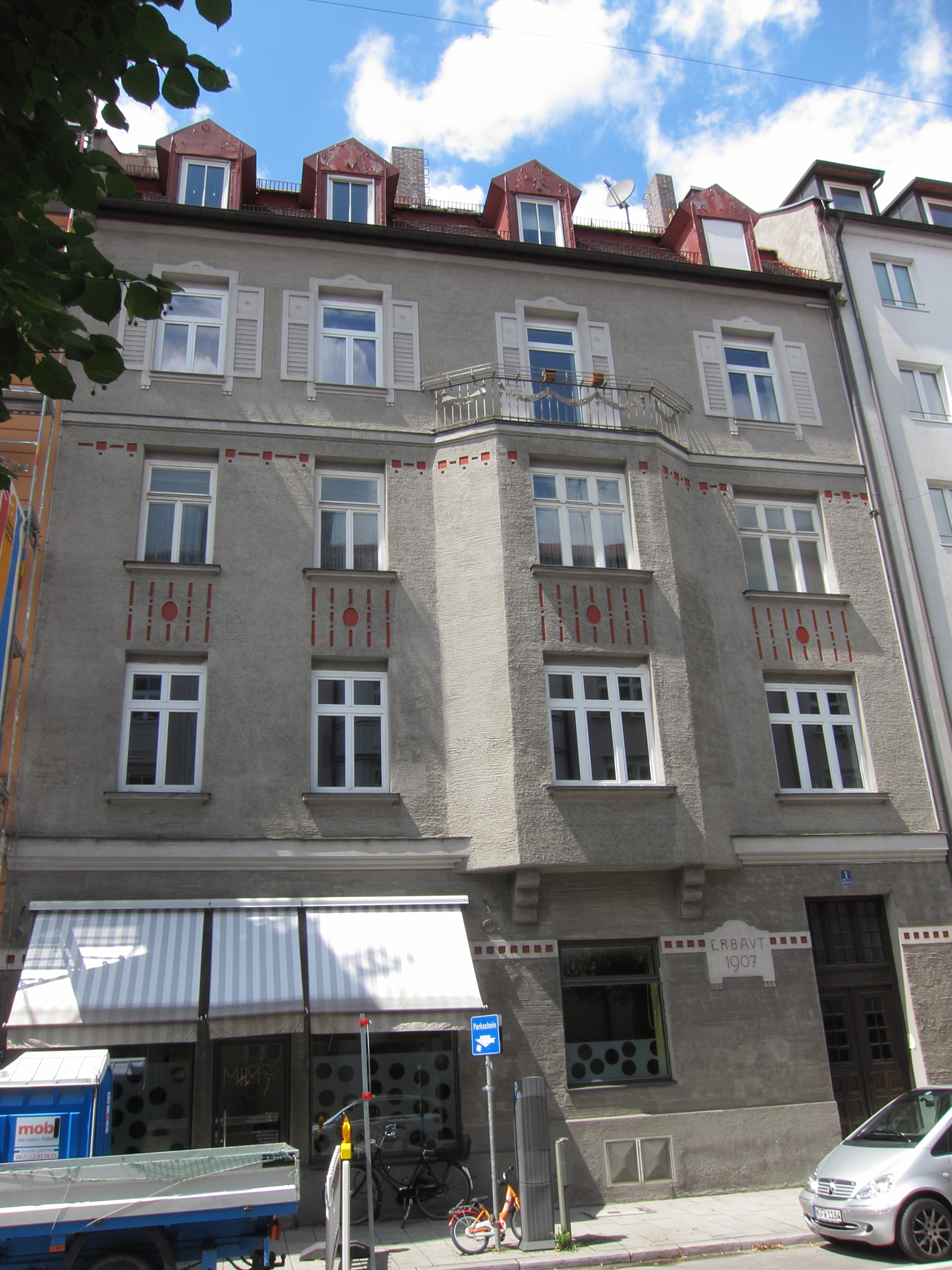
Mietshaus Emil-Riedel-Straße 1

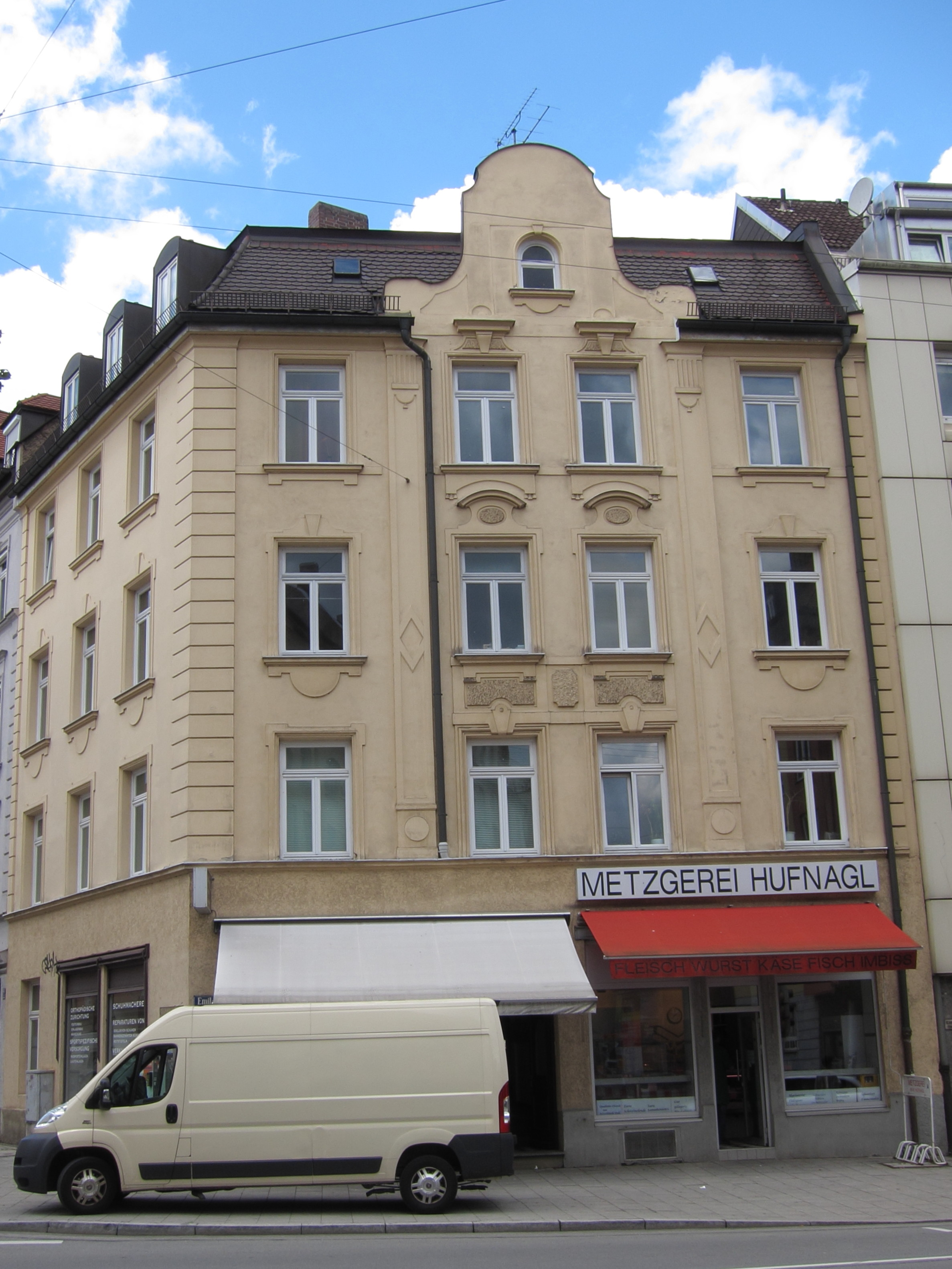
Emil-Riedel-Straße 9

- Mietshäuser Hausnr. 1, 2, 4, 6, 8, 9, 16, 17, 18.

Einzelheiten siehe Liste der Baudenkmäler im Lehel#E.